# Naskałka pełzająca
Naskałka pełzająca (Loiseleuria procumbens (L.) Loisel.) – gatunek rośliny z rodziny wrzosowatych (Ericaceae Juss.). Występuje naturalnie w klimacie umiarkowanym półkuli północnej. Jest często zaobserwowany w Alpach Centralnych, natomiast jest rzadko spotykany w Północnych i Południowych Alpach Wapiennych. 

## Morfologia

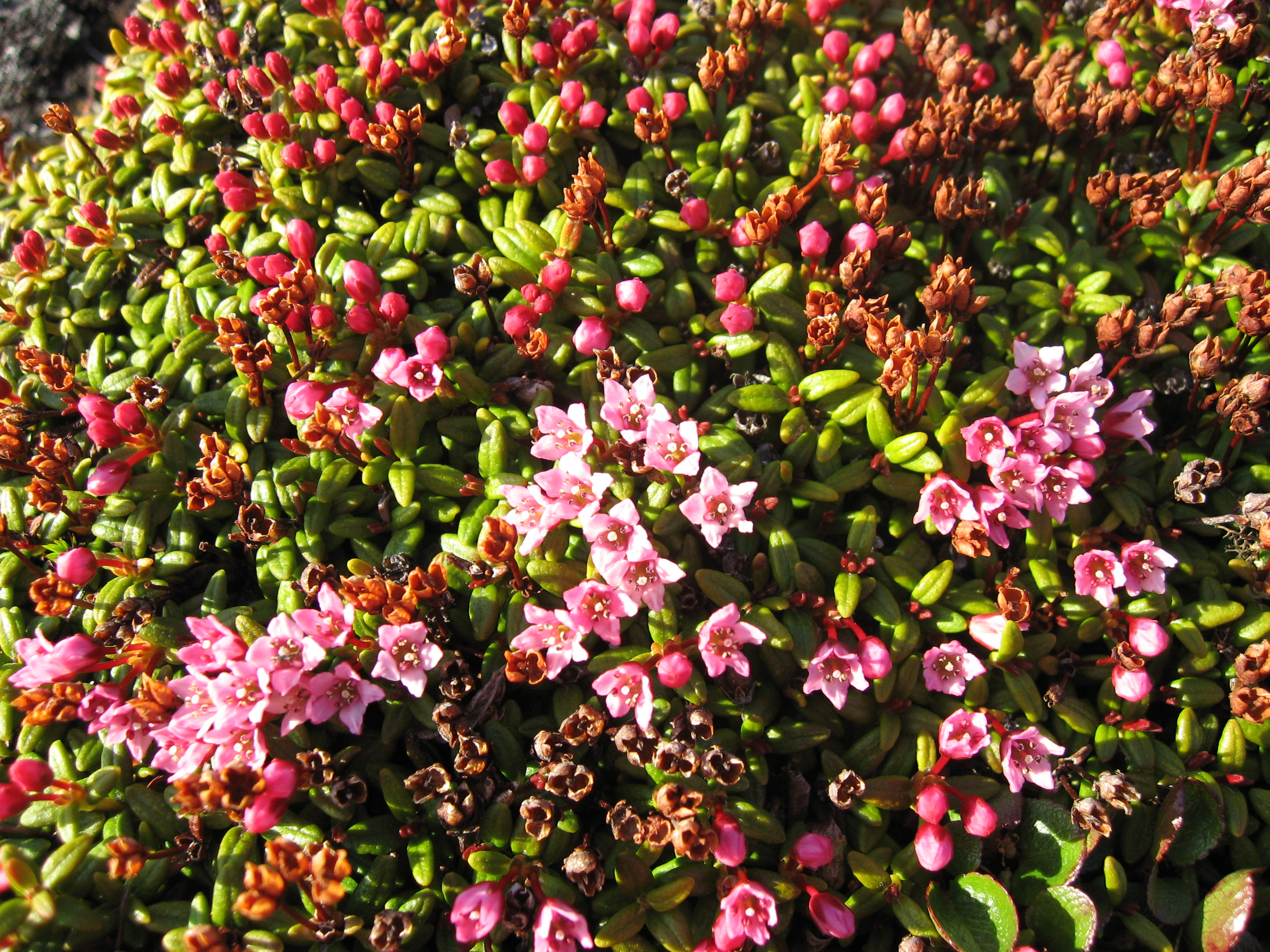
Okaz rosnący na Grenlandii

PokrójZimozielona krzewinka dorastająca do 1–3 cm wysokości o płożących pędach.
LiścieNaprzeciwległe. Mają jajowato lancetowaty kształt. Mierzą do 7 mm długości i 2 mm szerokości. Są skórzaste. Blaszka liściowa jest całobrzega, lekko podwinięta na brzegach. Mają widoczne wgłębienie na wierzchu liścia, wzdłuż nerwu głównego.
KwiatyZebrane po 2–5 w kwiatostany, rozwijają się na szczytach pędów. Osadzone są na krótkich szypułkach. Mają 5 działek kielicha o czerwonawej barwie. Płatki są zrośnięte u nasady, mają różową barwę, są szeroko rozpostarte, nieco zaostrzone przy wierzchołku, dorastają do 5–6 mm szerokości.
OwoceTorebki o okrągławym kształcie.
Gatunki podobneRoślina jest podobna do gatunku Phyllodoce caerulea, który osiąga większe rozmiary – dorasta do 10–35 cm wysokości. Charakteryzuje się też węższymi liśćmi o szorstkim brzegu. Ponadto kwiaty są zwisające, a płatki są zrośnięte, przybierając kształt dzwonka.

## Biologia i ekologia
Rośnie na skałach, graniach oraz zaroślach krzewinkowych. Preferuje podłoże kamieniste, o kwaśnym odczynie, ubogie w wapń, w miejscach gdzie zimą nie zalega śnieg. Występuje na wysokości od 2000 do 2400 m n.p.m. Kwitnie od czerwca do lipca.